# Teretrius montanus
Teretrius montanus är en skalbaggsart som beskrevs av Horn 1880. Teretrius montanus ingår i släktet Teretrius och familjen stumpbaggar. Inga underarter finns listade i Catalogue of Life.